# Danie Bles
Daniella Sharon (Danie) Bles (15 september 1977) is een Nederlands modestyliste.

## Familie
Bles is afkomstig uit een textielfamilie: haar vader Jos Bles had zijn eigen agentschap met verschillende modemerken en haar moeder Truce Speijer zat in de confectie en bestierde soms een kledingwinkel in de Cornelis Schuytstraat. Haar ouders scheidden al tijdens haar jeugd, maar dochters interesse ging voornamelijk uit naar kleding. Ze groeide op in Amsterdam-Zuid. Haar middelbare schoolopleiding verkreeg ze aan de Buitenveldert Montessori School, helemaal in Madonna. Al tijdens die schoolperiode ging ze werken in de make upsector, onder andere in Magna Plaza.

## Styliste
Toen ze achttien jaar was, verzorgde ze de styling voor testfoto’s bij de Elite Model Look. Twee keer per jaar toont ze in haar Mix & Match Tours de mode voor het komende seizoen.
Bles is personal shopper en doet de styling van diverse bekende Nederlanders, onder meer Sylvie Meis en Leontine Borsato. Daarnaast geeft ze het online modetijdschrift ‘ByDanie’ uit; har gelijknamige modemerk ging in 2015 failliet.. Het kreeg een “doorstart” in "ByDanie Designer Vintage Store" en "8 The Agency".
Bles is bekend bij het grote publiek van haar bijdragen over mode aan het televisieprogramma Shownieuws. In november 2010 was ze te gast bij het televisieprogramma Ik hou van Holland. Op 8 maart 2012 won Bles de Sky Radio Powervrouwen Award voor beste zakenvrouw.
Sinds 2017 is ze betrokken bij de organisatie van de Amsterdam Fashion Week.

## Privéleven
Bles is sinds juni 2011 getrouwd met Joris Ebus. Ze werd in 2008 moeder van een zoon en in 2013 van een tweede zoon. Ze is sinds de basisschool bevriend met Winston Gerschtanowitz.